# Битва под Ивангородом
Битва под Ивангородом — сражение русско-шведской войны 1590—1595 годов, состоявшееся 30 января (9 февраля) 1590 года.
Выступивший из Великого Новгорода передовой полк во главе с Дмитрием Хворостининым взял Ям, утраченный в конце Ливонской войны, и встретил под Ивангородом 4-тысячное (по другим данным, 20-тысячное) шведское войско под начальством генерала Густава Банера. Сражение длилось почти полдня, после чего шведы были разбиты и бежали к Раковору, оставив русским все пушки и припасы.
Успех Хворостинина под Ивангородом позволил основным русским войскам подступить к Нарве и начать её осаду. Сам Хворостинин со своим полком двинулся к Раковору и образовал заслон осадного войска.